# Mỹ Lộc (huyện)
Mỹ Lộc là một huyện cũ nằm ở phía bắc tỉnh Nam Định, Việt Nam.

## Địa lý
Huyện Mỹ Lộc nằm ở phía bắc của tỉnh Nam Định, có vị trí địa lý:
- Phía đông giáp huyện Vũ Thư, tỉnh Thái Bình với ranh giới là sông Hồng
- Phía tây giáp huyện Vụ Bản
- Phía nam giáp thành phố Nam Định
- Phía bắc giáp huyện Bình Lục và huyện Lý Nhân thuộc tỉnh Hà Nam.

Trước khi giải thể, huyện có diện tích 74,49 km² với địa hình thấp, bằng phẳng, đất phù sa với Sông Hồng và sông Đào chảy qua là cơ sở cho việc trồng lúa và màu trên địa bàn huyện. Dân số tính đến ngày 31/12/2022 là 84.045 người.

## Hành chính
Huyện Mỹ Lộc có 11 đơn vị hành chính cấp xã trực thuộc, bao gồm thị trấn Mỹ Lộc (huyện lỵ) và 10 xã: Mỹ Hà, Mỹ Hưng, Mỹ Phúc, Mỹ Tân, Mỹ Thắng, Mỹ Thành, Mỹ Thịnh, Mỹ Thuận, Mỹ Tiến, Mỹ Trung.

## Lịch sử
Sau Cách mạng tháng Tám 1945, bỏ cấp phủ, gọi chung là huyện. Huyện Mỹ Lộc khi đó gồm có 10 xã: Mỹ Hà, Mỹ Hưng, Mỹ Phúc, Mỹ Tân, Mỹ Thắng, Mỹ Thành, Mỹ Thịnh, Mỹ Thuận, Mỹ Tiến, Mỹ Trung.
Ngày 8 tháng 8 năm 1964, chuyển 5 xã: Lộc An, Lộc Vượng, Lộc Hạ, Lộc Hòa và Mỹ Xá thuộc thành phố Nam Định về huyện Mỹ Lộc quản lý.
Ngày 19 tháng 8 năm 1964, sáp nhập các xóm Đại Lão, Cầu Nhân và Phú Vinh thuộc xã Khánh Lão, huyện Vụ Bản về xã Mỹ Thuận, huyện Mỹ Lộc.
Ngày 13 tháng 6 năm 1967, huyện Mỹ Lộc được sáp nhập vào thành phố Nam Định.
Ngày 27 tháng 4 năm 1977, 9 xã: Mỹ Thịnh, Mỹ Thuận, Mỹ Tiến, Mỹ Thành, Mỹ Hà, Mỹ Thắng, Mỹ Phúc, Mỹ Hưng, Mỹ Trung thuộc thành phố Nam Định được sáp nhập vào huyện Bình Lục.
Ngày 16 tháng 2 năm 1997, huyện Mỹ Lộc tách khỏi thành phố Nam Định như cũ.
Ngày 14 tháng 11 năm 2003, thành lập thị trấn Mỹ Lộc, thị trấn huyện lỵ huyện Mỹ Lộc trên cơ sở 221,71 ha diện tích tự nhiên và 2.256 nhân khẩu của xã Mỹ Hưng; 177,14 ha diện tích tự nhiên và 1.587 nhân khẩu của xã Mỹ Thịnh; 70,32 ha diện tích tự nhiên và 517 nhân khẩu của xã Mỹ Thành.
Đến cuối năm 2023, huyện Mỹ Lộc có 11 đơn vị hành chính cấp xã trực thuộc, gồm thị trấn Mỹ Lộc (huyện lỵ) và 10 xã: Mỹ Hà, Mỹ Hưng, Mỹ Phúc, Mỹ Tân, Mỹ Thắng, Mỹ Thành, Mỹ Thịnh, Mỹ Thuận, Mỹ Tiến, Mỹ Trung.
Ngày 23 tháng 7 năm 2024, Ủy ban Thường vụ Quốc hội ban hành Nghị quyết số 1104/NQ-UBTVQH15 về việc sắp xếp đơn vị hành chính cấp huyện, cấp xã trên địa bàn tỉnh Nam Định (nghị quyết có hiệu lực từ ngày 1 tháng 9 năm 2024). Theo đó, sáp nhập toàn bộ 74,49 km² diện tích tự nhiên và dân là 84.045 người của huyện Mỹ Lộc trở lại vào thành phố Nam Định.

## Kinh tế
Các ngành kinh tế chính của huyện là cơ khí sửa chữa, vật liệu xây dựng, chế biến thực phẩm.

## Văn hóa
Là một huyện có diện tích rất nhỏ nhưng Mỹ Lộc cũng có rất nhiều làng nghề. Nằm trong một tỉnh khi chưa có nhiều các khu công nghiệp nhưng Nam Định bằng sự cần cù, sáng tạo, khéo léo từ đôi bàn tay mà nơi đây đã hình thành nhiều làng nghề tiểu thủ công nghiệp, làng nghề mới và nhiều nghề phụ đã đưa Nam Định thành tỉnh thứ hai trong cả nước hoàn thành xây dựng nông thôn mới. Các làng nghề, nghề phụ, công việc đa dạng thúc đẩy sự phát triển kinh tế tại huyện:
- Làng nghề may (chăn, ga, gối, đệm) Sắc (Mỹ Thắng)
- Mây tre đan làng Giáng (thị trấn Mỹ Lộc)
- Nghề nuôi cá cảnh ở Mỹ Trung
- Mây tre, đan giành tích Gôi (Mỹ Hưng)
- Nghề trồng hoa thôn Hồng Hà (Mỹ Tân)
- Có nghề mộc ở Lưu Phố (Mỹ Phúc)
- Mây tre đan ở Vạn Đồn (thị trấn Mĩ Lộc)
- Phường hát chèo xưa Đặng Xá (nét đẹp)
- Nghề làm đậu phụ Bảo Long (Mỹ Hà)
- Đan giành tích làng Gạo (Mỹ Thành).

## Giao thông
Huyện có quốc lộ 10, quốc lộ 21, quốc lộ 38B, đường sắt Bắc Nam chạy qua.